# Coenochilus ruteri
Coenochilus ruteri är en skalbaggsart som beskrevs av Schein 1954. Coenochilus ruteri ingår i släktet Coenochilus och familjen Cetoniidae. Inga underarter finns listade i Catalogue of Life.